# 永济大道
永济大道，是南京江边的一条景观路，长约5.5公里，东端与和燕路相接于燕子矶，西端与中央北路相接于上元门，经过古头台洞、三台洞、幕府山等景区。